# Mayrink

## Origens[1][2]
Família de origem nórdica. O patronímico tem similar em Helsinque. Há os que consideram nórdica, batávica ou germânica, como Rodolfo Garcia. De origem holandesa, saxônica, germânica do norte ou do sul, o certo é que os primeiros Mayrinks foram parar no Funchal, Ilha da Madeira, de onde passaram mais tarde para o Brasil, estabelecendo-se em Minas Gerais. O Veador José Carlos Mayrink (1809-1877), ouvira de seus ancestrais que o nome primitivo era de um guerreiro prussiano “Meyerinck”, de batávica origem. Em posse destas informações, seu filho, o Visconde de Mayrinck, acrescentou o “c” em seu apelido de família, sendo o único ramo da família a fazê-lo. Os Meyerinck descendem de um Bernardo de Meyerinck, que vivia em 1630, no Ducado de Cleves, depois Província da Renânia e tinha 3 filhos: Adolfo, Volker e João (Johan). Seus nomes foram grafados de diversas formas: Meyering, Meiering e Meierink. Levando em conta a documentação coletada pelo genealogista Gilson Nazareth, podemos identificar o último dos filhos de Bernardo de Meyrinck - João (Johan) - como o provável ancestral dos Mayrinck, que passaram à Ilha da Madeira, de onde vieram para o Brasil.
Tradicionalmente, se considera que a família Mayrink é uma só, tem uma só origem. Todos os de sobrenome Mayrink são parentes.

### Linhagem Neerlandesa/Luso-Brasileira
O genealogista e historiador Gilson Nazareth, pesquisando Familiares do Santo Ofício, recua as origens desta família em Johan (João) Mayrinck (c. 1629 - ?), que foi casado, (c. 1654), com Ana “Mayrinck”. Deste casamento, nasceu Baltazar João Mayrinck (c. 1655, Horne, Holanda - entre 1693 e 1706, Ilha da Madeira), Capitão de Navios, que passou aos Açores, ainda criança, onde foi batizado, na Sé de Funchal (Ilha da Madeira), onde residia à Rua do Mosteiro Novo. Capitão de uma embarcação que servia desta ilha para as partes do Brasil. Deixou numerosa descendência (sete filhos) do seu casamento em Funchal, com Maria Corrêa de Santo Antônio (c. 1663, Funchal - ?), filha de Felipe Corrêa e de Maria Fonseca. Sua descendência passa primeira para o Rio de Janeiro e depois para Minas Gerais e Pernambuco (arquivo pessoal de Gilson Nazareth).
Os demais autores principiam esta antiga e importante família de Minas Gerais, em Antônio Corrêa Mayrink (1695, Ilha da Madeira - ?), que agora temos a confirmação de ser filho do Capitão Baltazar João Mayrink e de Maria Corrêa de SAnto Antônio. Capitão de Navios, morador, na Rua do Senhor Bispo, em Funchal, onde foi casado, primeiro, (c. 1720), com Maria Josepha de Lima, filha de Manuel de Lima, que lhe deu dois filhos, padres, sacerdotes do hábito de São Pedro, que também passaram ao Brasil. Passando ao Rio de Janeiro, ficando viúvo, casou segunda vez, em 1736, no Rio de Janeiro, com Maria do Rosário (c.1714, Ilha do Fayal -?), filha de Francisco Machado Fagundes, da Ilha da Graciosa, e de Josepha Ramos, da Ilha do Fayal. Deste casamento nasceram mais 6 filhos, o que contraria as informações deixadas em publicação referente aos teriam sido apenas três (arquivo pessoal de Gilson Nazareth). Para Minas Gerais, passou o Capitão Baltazar João Mayrink (batizado a 12.12.1736, Rio de Janeiro, RJ - 14.01.1815, Itaverava), filho do segundo casamento do Capitão Antônio Corrêa Mayrink. Tesoureiro da Casa de Fundição de Vila Rica e Capitão de Cavalaria Auxiliar da Nobreza, por patente de D. João V, passada a 17 de junho de 1769. Deixou o Exército para ser Escrivão dos Feitos da Fazenda e voltou a ser militar, reformando-se como Comandante do Destacamento da Serra de Santo Antônio de Itacambiruçu. Deixou numerosa e ilustre descendência, em Antônio Dias (Vila Rica), de seu casamento, a 27 de agosto de 1765, na Capela da Casa Grande, Vila Rica (Ouro Preto), com Maria Dorotéia Joaquina de Seixas, batizada na Igreja de Nossa Senhora da Conceição a 8 de maio de 1738 e falecida a 24 de agosto de 1775. Filha do Tenente-General Bernardo da Silva Ferrão, da importante família Silva Ferrão, de Minas Gerais. Entre os descendentes de Baltazar e Maria Dorotéia, destacam-se:
1. A filha, Maria Dorotéia Joaquina de Seixas (04.10.1767, Ouro Preto - 10.02.1853, idem), mais conhecida como “a Marília de Dirceu”, noiva do poeta Tomás Antônio Gonzaga.
2. O filho, José Carlos Mayrink da Silva Ferrão (05.12.1771, Ouro Preto, MG - 15.01.1846, Recife, PE), que passou a Pernambuco, em 1804, na qualidade de secretário do novo governador Caetano Pinto de Miranda Montenegro. Permaneceu nesse cargo até a deposição do governador pela Revolução Pernambucana de 1817. Com o império é nomeado Primeiro Presidente da Província de Pernambuco [nomeado a 25.04.1824 - posse a 23.05.1824], retornando a administrá-la em 1827 [nomeado a 20.01.1827 - posse a 25.10.1827]. Transferiu a Capital de Pernambuco, de Olinda para Recife. Adotou o nome de Silva Ferrão, Senador do Império. Foi também coronel miliciano da Cavalaria do Cabo e coronel da Guarda Nacional. Cavaleiro da Ordem de Cristo. Novamente, terceiro, Presidente de Pernambuco [30.10.1827 a 24.12.1828]. Deixou geração, por onde corre o nome Seixas Ferrão, do seu casamento com Joana Maria de Deus Gomes [1776, Recife, PE - 108.08.1866, idem], filha de João Antônio Gomes, chefe desta família Gomes de Pernambuco, e neta materna de Domingos Pires Pereira, patriarca da família Pires Pereira (v.s.) de Pernambuco (Edgardo Pires Pereira, Mística do Parentesco, 1,7); e
3. O filho Coronel Francisco de Paula Mayrink (1775 - 1837), declarado Benemérito da Pátria, pelo governo provisório de Minas, em 1822. Dele descende quase totalidade dos Mayrink ou Mayrinck, de Minas Gerais de Rio de Janeiro. Foi casado, (c. 1806) com Eufrásia Francisca de Assis. Cabe ressaltar entre os descendentes deste último casal: o filho, José Carlos Mayrink (1809 - 1877), Veador da Imperatriz; o neto, Conselheiro Francisco de Paula Mayrink [1839 - 1906]; e o neto João Carlos Mayrinck (1844 - 1905), agraciado com o título de Visconde de Mayrinck, por Portugal.

Dissemos acima sobre a passagem desta família à Pernambuco, o que ocorre com o Capitão Felipe João Mayrinck, irmão do citado Capitão Antônio Corrêa Mayrink (do ramo de Minas Gerais), e filho do Capitão de Navios Baltazar Mayrink. Foi documentado em 1756, em Lisboa, e em 1744, morando no Rio de Janeiro. Deixou dois filhos que passaram à Pernambuco (arquivo pessoal de Gilson Nazareth).

### Linhagem Multirracial
Teve princípio em um dos ramos da família, em Camilo de Lelis Mayrink (1807, Lagoa Santa, MG - ?), filho do Tenente-Coronel Francisco de Paula Mayrink. Viveu de negócios de “fazenda seca”. Deixou numerosa descendência de seu casamento, em 1839, com a “parda” (mestiça, provavelmente cabocla)[carece de fontes?] Ana Francisca do Nascimento (1819 -?), filha de Manuel Francisco do Nascimento e de Ana Rosa, “pardos” (mestiços, provavelmente caboclos)[carece de fontes?].

### Heráldica
Um escudo de prata, com cruz vermelha, acompanhada de 8 pedras vermelhas, duas a duas, a cada canto. Paquife: das cores e metais do escudo. Elmo: frontal. Timbre: dois chifres de búfalo, que no decorrer dos tempos (?)[carece de fontes?], transformaram-se em “trombas de elefante”. Lema: IMMER TREU ou Sempre Fiel, com o mesmo significado de SEMPER FI (Semper Fidelis) usado pelos Fuzileiros Navais dos Estados Unidos.
|  |  |  |

"Quando Frederico Barba Ruiva, imperador da Alemanha, Ricardo Coração de Leão, imperador da Inglaterra e Felipe Augusto, rei de França, organizaram a Terceira Cruzada, havia nas tropas de Frederico um soldado de origem holandesa, homem de proporções agigantadas, que integrava o corpo da guarda do Imperador. Era um Meyerinck. Certa ocasião, os sarracenos desfecharam um ataque noturno ao acampamento cristão, visando a tenda de campanha de Frederico. O soldado, fisicamente um gigante, expulsou os invasores arremessando-lhes pesadas pedras. Em sinal de agradecimento, o Imperador, em campo de batalha, armou-o cavaleiro. Daí a explicação para o brasão: no seu corpo, a cruz das cruzadas e as pedras arremessadas. A sua volta, o emblema da Ordem da Cavalaria Germânica, encimado pela coroa de cinco pontas, equivalente ao título de barão, o que lhe concedia foros de nobreza. A inscrição alemã Immer Treu significa Sempre fiel (lema ou mote do escudo de armas)."
NOTA: O brasão remonta ao tempo das Cruzadas e sofreu naturalmente, com os séculos, algumas modificações.
Obs.: Recentemente, os descendentes dos Mayrink estabeleceram entre si, um debate sobre a possibilidade de ao longo dos tempos, terem ocorrido más interpretações dos elementos constantes no timbre, por se referirem equivocadamente a animais não comuns ao uso heráldico de outrora na Europa (búfalos e elefantes, animais que não eram comuns nesta região). A possibilidade é de que ao longo dos tempos algumas interpretações errôneas do grafismo do timbre tenham gerado adaptações equivocadas do mesmo, e de que na verdade o timbre seria o da cabeça de um javali, animal de uso comum em heráldica familiar européia, e  extremamente comum na região fronteiriça da Holanda com Alemanha, de onde surgiram os primeiros Mayrinck (Von Meyerinck). Este novo fato será alvo de uma investigação histórica e genealógica mais acurada. Neste caso, se confirmando esta modificação na figura, será avaliada a possibilidade de uma restauração do brasão ao seu formato original, uma vez que a figura de um javali teria direta conexão com qualidades do Meyerinck original (valentia, robusteza, proporções físicas, etc.), fato comum em interpretações de composições heráldicas.[carece de fontes?]

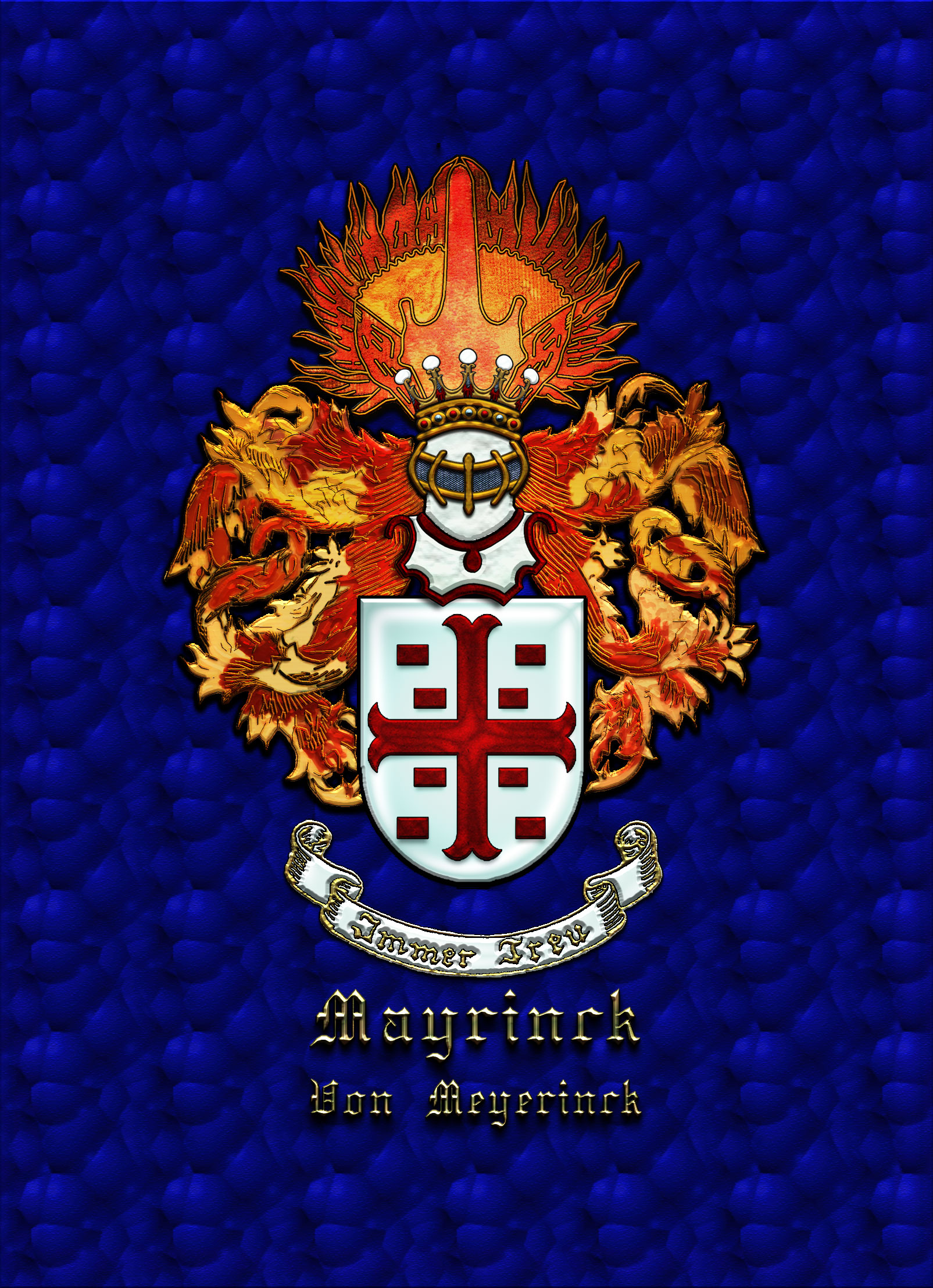
Versão atualizada e restaurada do brasão dos Mayrink (Von Meyerinck).

### Heráldica Holandesa
Os Países Baixos foram grandes centros de heráldica nos tempos medievais. Um dos armoriais famosos é o Armorial Gelre ou Wapenboek, escrito entre 1370 e 1414.
Os brasões de armas na Holanda não eram controladas por um sistema oficial heráldico como os dois existentes no Reino Unido, nem foram utilizados exclusivamente pelas famílias nobres. Qualquer pessoa podia desenvolver e usar um brasão de armas, se quisesse fazê-lo, desde que não usurpasse o brasão de armas de outra pessoa/família, e, historicamente, esse direito foi consagrado na lei Romano-Neerlandesa. Como resultado, muitas famílias de comerciantes tinham brasões de armas, mesmo que não fossem membros da nobreza. Estas são algumas vezes referido como armas burguesas, e pensa-se que a maioria das armas desse tipo foram aprovadas, enquanto a Holanda foi uma República (1581-1806).[carece de fontes?] Esta tradição heráldica também foi exportada para as antigas colônias holandesas
A heráldica neerlandesa é caracterizada pelo seu estilo simples e bastante sóbrio, e, neste sentido, está mais perto de suas origens medievais do que os estilos elaborados que desenvolvidos em outras tradições heráldicas.

## Ramo Mayrink de Azevedo
Família estabelecida na região fluminense do Rio de Janeiro. A união dos dois sobrenomes teve princípio em Joaquim Antônio de Azevedo (1839, Portugal - 1892, Rio de Janeiro), que deixou numerosa descendência (oito filhos) de seu casamento com Carolina Mayrink (c. 1840, Guia de Pacobaíba, Rio de Janeiro - ?), filha de Henrique Ferreira Mayrink e de Estácia Maria da Conceição. Por via de uma de suas filhas, Alzira, originou-se a família Mayrink Veiga, do Rio de Janeiro.

## Ramo Mayrink Veiga
Família estabelecida no Rio de Janeiro. A união dos dois sobrenomes teve princípio em Alfredo da Silva Veiga (c. 1878, Rio de Janeiro - ?), filho do Coronel José Manuel da Silva Veiga e de Leopoldina da Silva Lima. Deixou numerosa descendência (quatro filhos) de seu casamento, em 1899, no Rio, com Alzira Mayrinck de Azevedo (1882, Rio de Janeiro - ?), filha de Joaquim Antônio de Azevedo, patriarca da família Mayrink de Azevedo, do Rio de Janeiro (arquivo pessoal de Adilson Guimarães). Entre outros, foram pais de Antenor Mayrink Veiga (1902 - ?), diretor da "Casa Mayrink Veiga", Rio de Janeiro, fundada em 1864 (pelos Mayrink de Azevedo), negociando com matérias primas, metais, máquinas, material de aviação, armamentos, etc.
|                       |                       |                       |                       | Carmen Mayrink Veiga  | Carmen Mayrink Veiga  | Carmen Mayrink Veiga | Carmen Mayrink Veiga | Carmen Mayrink Veiga                 | Carmen Mayrink Veiga                 |                                      |                                      | Antônio Alfredo Mayrink Veiga        | Antônio Alfredo Mayrink Veiga        | Antônio Alfredo Mayrink Veiga | Antônio Alfredo Mayrink Veiga | Antônio Alfredo Mayrink Veiga | Antônio Alfredo Mayrink Veiga |  |  |
|                       |                       |                       |                       | Carmen Mayrink Veiga  | Carmen Mayrink Veiga  | Carmen Mayrink Veiga | Carmen Mayrink Veiga | Carmen Mayrink Veiga                 | Carmen Mayrink Veiga                 |                                      |                                      | Antônio Alfredo Mayrink Veiga        | Antônio Alfredo Mayrink Veiga        | Antônio Alfredo Mayrink Veiga | Antônio Alfredo Mayrink Veiga | Antônio Alfredo Mayrink Veiga | Antônio Alfredo Mayrink Veiga |  |  |
|                       |                       |                       |                       |                       |                       |                      |                      |                                      |                                      |                                      |                                      |                                      |                                      |                               |                               |                               |                               |  |  |
|                       |                       |                       |                       |                       |                       |                      |                      |                                      |                                      |                                      |                                      |                                      |                                      |                               |                               |                               |                               |  |  |
| Antenor Mayrink Veiga | Antenor Mayrink Veiga | Antenor Mayrink Veiga | Antenor Mayrink Veiga | Antenor Mayrink Veiga | Antenor Mayrink Veiga |                      |                      | Tereza Antônia Mayrink Veiga Frering | Tereza Antônia Mayrink Veiga Frering | Tereza Antônia Mayrink Veiga Frering | Tereza Antônia Mayrink Veiga Frering | Tereza Antônia Mayrink Veiga Frering | Tereza Antônia Mayrink Veiga Frering |                               |                               |                               |                               |  |  |

## Ligações Externas
1. Famílias Mayrink, Pereira e Teixeira - As Origens da Família Mayrink – Uma Nova Abordagem[ligação inativa]
2. Site Genealógico da Família Mayrink Teixeira
3. MAYRINK's - IMMER TREU - Genealogia da Família Mayrink (Página Oficial da Família Mayrink)